# جيمي أنجيل
جيمي أنجيل (بالإنجليزية: Jimmie Angel)‏ هو مستكشف وطيار أمريكي، ولد في 1 أغسطس 1899 في سبرينغفيلد في الولايات المتحدة، وتوفي في 8 ديسمبر 1956 في مدينة بنما في بنما.